# Popoli Terme
Popoli Terme ist eine italienische Gemeinde (comune) in der Provinz Pescara, Region Abruzzen, mit 4674 Einwohnern (Stand 31. Dezember 2023). Bis Juli 2023 hieß die Gemeinde nur Popoli.

## Lage
Die Ortschaft liegt im Majella-Nationalpark. Nachbargemeinden sind Bussi sul Tirino, Collepietro (AQ), Corfinio (AQ), San Benedetto in Perillis (AQ), Tocco da Casauria und Vittorito (AQ).
Popoli liegt an der Autobahn A25 von Pescara nach Rom und an der Staatsstraße SS 17 „dell’Appennino Abruzzese e Appulo-Sannitico“, die Stadt L’Aquila mit Foggia verbindet.

## Geschichte

### Zerstörung im Zweiten Weltkrieg
Popoli wurde zweimal von der alliierten Luftwaffe unter der Führung der Briten bombardiert. Am 20. Januar 1944 wurde versucht die Brücke „Julius Cäsar“ zu zerstören, da sie die wichtigste Brücke in der Region in der Verbindung Rom – Pescara war. Bei diesem Angriff wurde auch das in der Nähe der Brücke liegende Krankenhaus zerstört. Die  Brücke wurde erst von der zurückweichenden Wehrmacht selbst gesprengt. Am 22. März 1944 mittags wurden das Rathaus und die Innenstadt von massiven Bombenangriffen der Briten zerstört. Zu dieser Zeit wurden im Rathaus die Gehälter bzw. Bezugsscheine (besonders für Milch) der italienischen Soldaten und Angestellten an die Frauen, die mit ihren Kleinkindern in lange Schlangen vor dem Rathaus standen, ausgehändigt. So waren die meisten Toten und Verletzten Frauen mit ihren Kindern. Ob es Zufall oder Absicht war, ist für die Bewohner bis heute nicht geklärt. Über 200 Menschen verloren direkt das Leben. Da das Krankenhaus zerstört war, wurden die Verletzten per Eselskarren oder Militärtransporter 20 km nach Sulmona gebracht. Viele Verletzte überlebten die Fahrt nicht. Der Tag hat sich in das Gedächtnis der Bewohner gebrannt, weil viele Familien aus Popoli und den umliegenden Dörfern an diesem Tag ihre Angehörigen verloren haben. Die Gräber aus dieser Zeit sind auf dem Friedhof in Sulmona als ein Feld von Eisenkreuzen erkennbar.

### Erdbeben von 2009

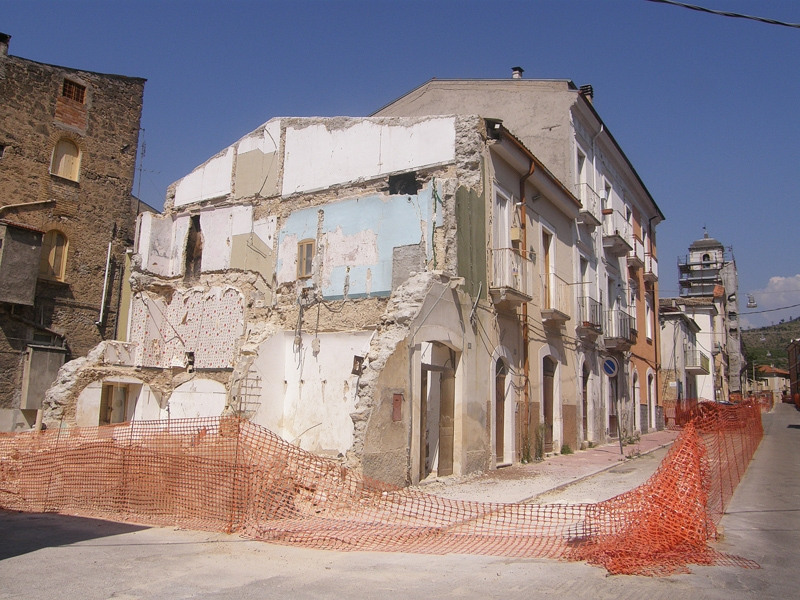
Ein zerstörtes Haus in Popoli

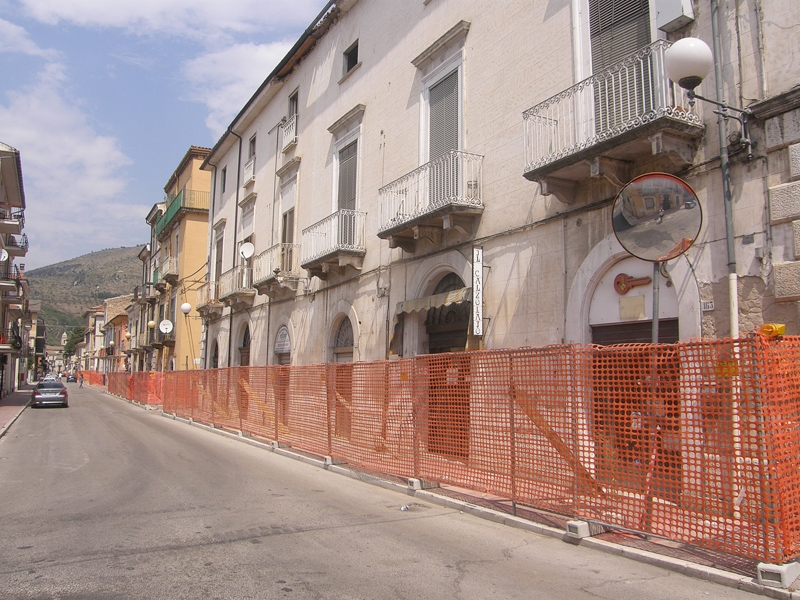
Gesperrte Häuser in Popoli

Beim Erdbeben von L’Aquila verzeichnete die Stadt keine Toten außer einer Studentin, die in dem eingestürzten Studentenwohnheim in L’Aquila starb. Es wurden mehr als 160 Häuser zerstört oder auf längere Zeit unbewohnbar. Die sechs Kirchen in der Altstadt wurden geschlossen, da akute Einsturzgefahr bestand und Messen nur noch im Freien stattfinden konnten. Die Aufräum- und Sicherungsarbeiten sind inzwischen abgeschlossen. Die Restauration und Instandsetzung der Kirchen und Häuser wurde nach Verfügbarkeit der Mittel und Arbeitskräfte begonnen. Laut verschiedenen Aussagen sollten die Schäden Ende 2020 zum größten Teil, ein kleiner Teil (je nach Zerstörung) bis 2035, behoben sein. Die Grundschule des Ortes wird so zum Beispiel mit Spendenmitteln aus Wolfsburg neu gebaut und die alte Schule soll als neues Rathaus wieder aufgebaut werden. In der Zwischenzeit beherbergte ein Containerdorf die Schule.  Ende des Jahres 2010 sollte der Neubau den Schülern wieder zur Verfügung stehen. Da sich das Erdbebenzentrum ca. 40 km entfernt befand und sich die Altstadt Popolis auf einer Felsschicht befindet, traten die Schäden an den meisten Häusern nicht sofort auf. Dadurch hatten die Einwohner genug Zeit ihre Häuser zu verlassen und erst die Nachbeben in den verschiedenen Stärken vergrößerten die Schäden bis zur Unbewohnbarkeit oder dem Einsturz. Da viele Häuser und Wohnungen in Popoli als Ferienwohnung genutzt werden, gibt es kaum Wohnungsnot. Im Gegenteil sind Einwohner aus anderen Orten hierher evakuiert worden. Allerdings werden bei Notwendigkeit bis zum Herbst Fertigholzhäuser (wie in anderen Orten auch) als Zwischenlösung bereitgestellt. Wie in L’Aquila auch, waren viele Häuser in Popoli ein Jahr nach dem Beben immer noch nicht bewohnbar, da zugesagte Wiederaufbaumittel der Regierung auf sich warten ließen.
Die Partnerstadt Wolfsburg unterstützte Popoli mit 100.000 Euro zum Wiederaufbau einer Mittelschule.

## Sehenswürdigkeiten

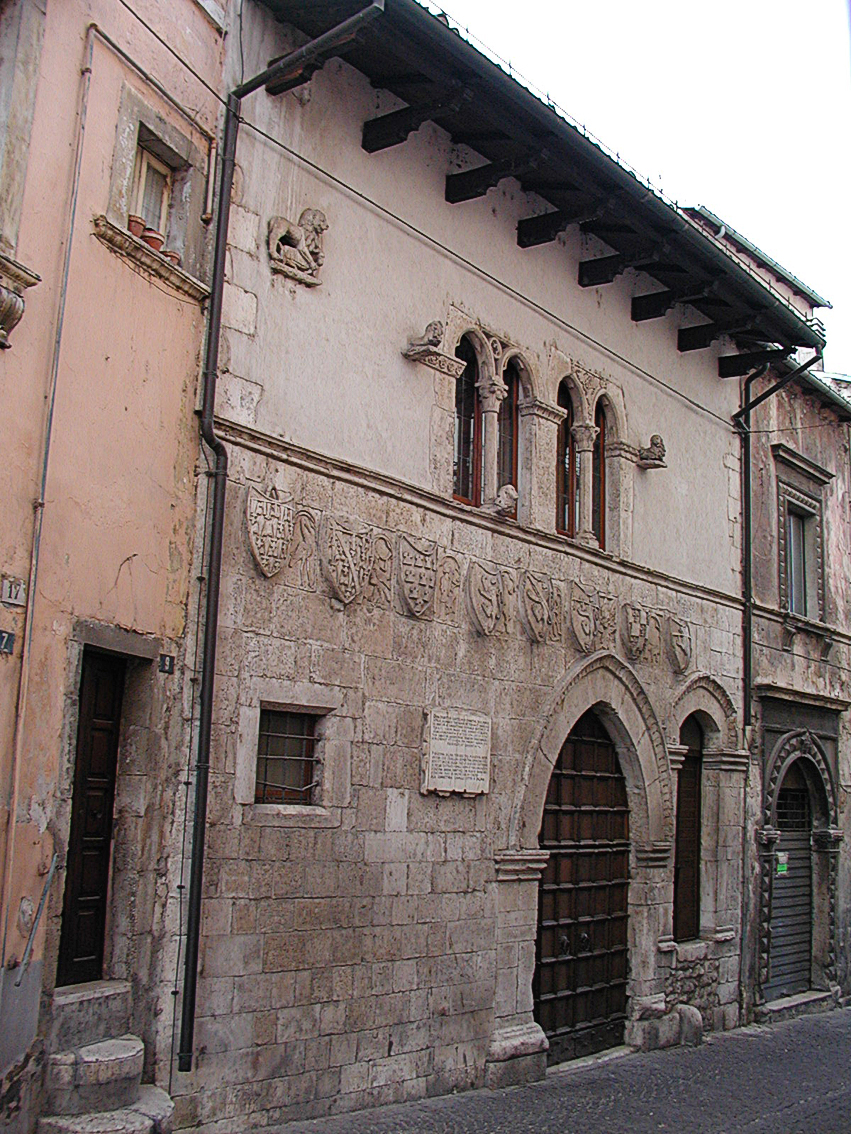
Taverna Ducale

Die Stadt und der Umgebung gibt es mehrere Sehenswürdigkeiten, darunter:
- Die Taverna Ducale aus der Mitte des 14. Jahrhunderts zählt zu den schönsten weltlichen Bauwerken in den Abruzzen
- Torre de Passeri
- Die Kirche San Francesco wurde im 15. Jahrhundert erbaut
- Die Kirche SS Trimitá aus dem 1562 mit einem Altar und einem Holzchor aus dem Jahr 1745
- Das Gebiet um die Quellen des Pescaraflusses ist regionales Schutzgebiet
- Die Ruine des Castello Ducale Cantelmo oberhalb von Popoli aus dem 11. Jahrhundert
- Die Abtei San Clemente a Casauria aus dem 12. Jahrhundert

## Weinbau
In der Gemeinde werden Reben der Sorte Montepulciano für den DOC – Wein Montepulciano d’Abruzzo angebaut.

## Städtepartnerschaften
- Wolfsburg in Deutschland
- Jarny in Frankreich
- Ozorków in Polen

## Persönlichkeiten

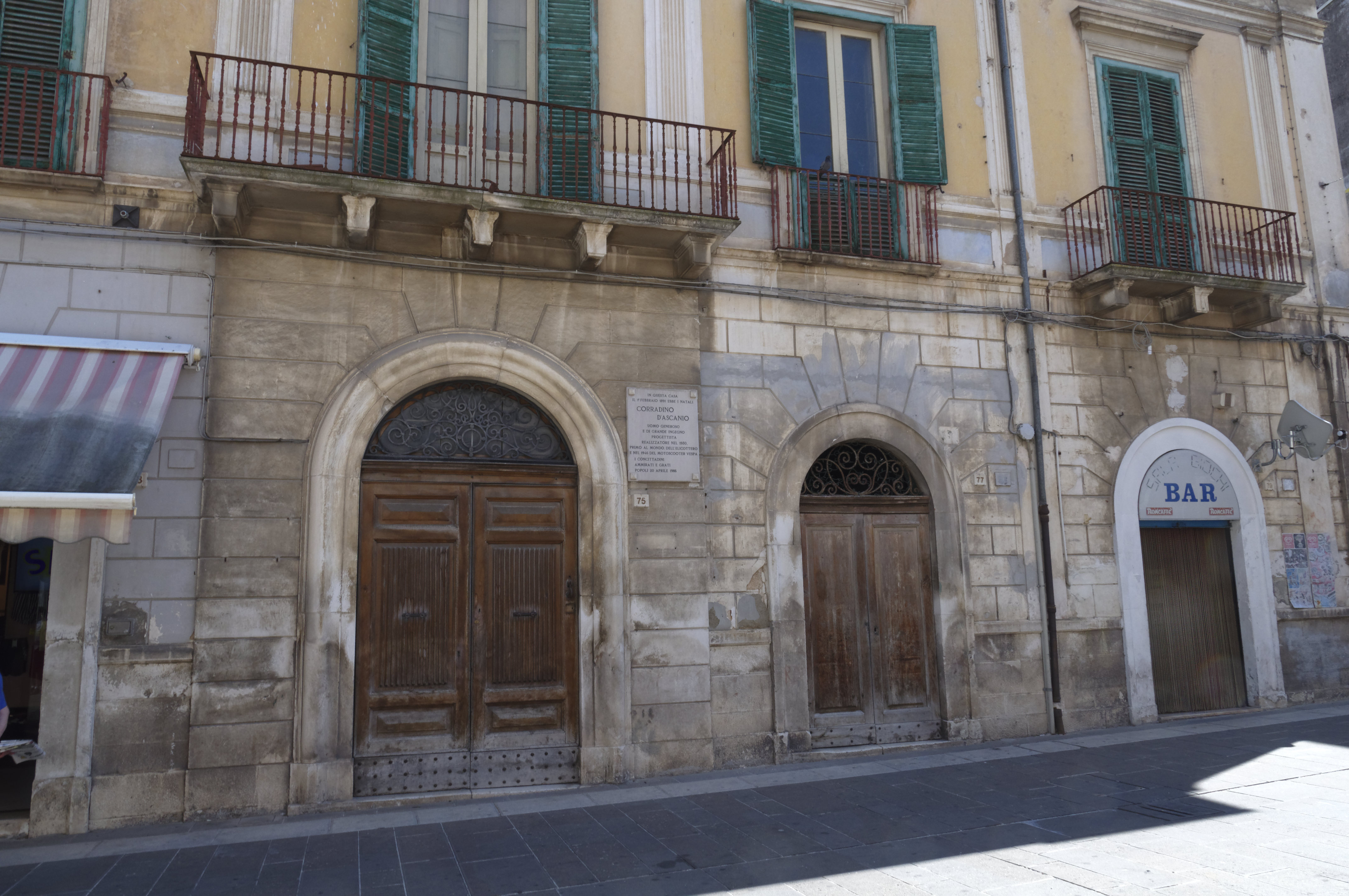
Das Geburtshaus von D’Ascanio

- Corradino D’Ascanio (1891–1981), Ingenieur, in Popoli geboren, entwickelte Hubschrauber und die Vespa
- Francesca Di Monte (* 1983), Fußballschiedsrichterassistentin